# Avi Nash
Avi Nash (nascido em 24 de janeiro de 1991) é um ator estadunidense conhecido pelo seu papel como Siddiq [en] na série televisiva dramática e pós-apocalíptica da AMC, The Walking Dead (desde 2017).